# Buch des Aufrechten
Das Buch des Aufrechten (manchmal Buch Jaschar, hebr.: סֶפֶר הַיָּשָׁר) ist ein im Alten Testament erwähntes apokryphisches Geschichtsbuch. Das hebräische Adjektiv „jaschar“ bedeutet gerade, geradeaus, aufrecht, aufrichtig, redlich oder auch rechtschaffen. 
Das Buch wird an zwei Stellen des Alten Testaments erwähnt, und zwar in Jos 10,13 :
Und die Sonne blieb stehen und der Mond stand still, bis das Volk an seinen Feinden Rache genommen hatte,
und in 2 Sam 1,18 , wo die darauffolgende Klage Davids für den Tod von Saul und Jonatan 2 Sam 1,19-27  als Teil des Buchs des Aufrechten angegeben wird:
Israel, dein Stolz liegt erschlagen auf deinen Höhen.
Ach, die Helden sind gefallen!
Meldet es nicht in Gat,
verkündet es nicht auf Aschkelons Straßen,
damit die Töchter der Philister sich nicht freuen,
damit die Töchter der Unbeschnittenen nicht jauchzen.
Ihr Berge in Gilboa, kein Tau und kein Regen
falle auf euch, ihr trügerischen Gefilde.
Denn dort wurde der Schild der Helden befleckt,
der Schild des Saul, als wäre er nicht mit Öl gesalbt.
Ohne das Blut von Erschlagenen,
ohne das Mark der Helden
kam der Bogen Jonatans nie zurück;
auch das Schwert Sauls
kehrte niemals erfolglos zurück.
Saul und Jonatan, die Geliebten und Teuren,
im Leben und Tod sind sie nicht getrennt.
Sie waren schneller als Adler,
waren stärker als Löwen.
Ihr Töchter Israels, um Saul müsst ihr weinen;
er hat euch in köstlichen Purpur gekleidet,
hat goldenen Schmuck auf eure Gewänder geheftet.
Ach, die Helden sind gefallen mitten im Kampf.
Jonatan liegt erschlagen auf deinen Höhen.
Weh ist mir um dich, mein Bruder Jonatan.
Du warst mir sehr lieb.
Wunderbarer war deine Liebe für mich
als die Liebe der Frauen.
Ach, die Helden sind gefallen,
die Waffen des Kampfes verloren.
Dieses Lied soll als Bogenlied gesungen worden sein.
Der heute noch überlieferte Teil des Buches Jaschar umfasst die Zeit von der Schöpfung bis Josua. Der Teil, auf den im Buch Samuel verwiesen wird, ist nicht erhalten geblieben.